# Alfonso Guerra (politico)
Alfonso Guerra González (Siviglia, 31 maggio 1940) è un politico spagnolo, dirigente del PSOE.

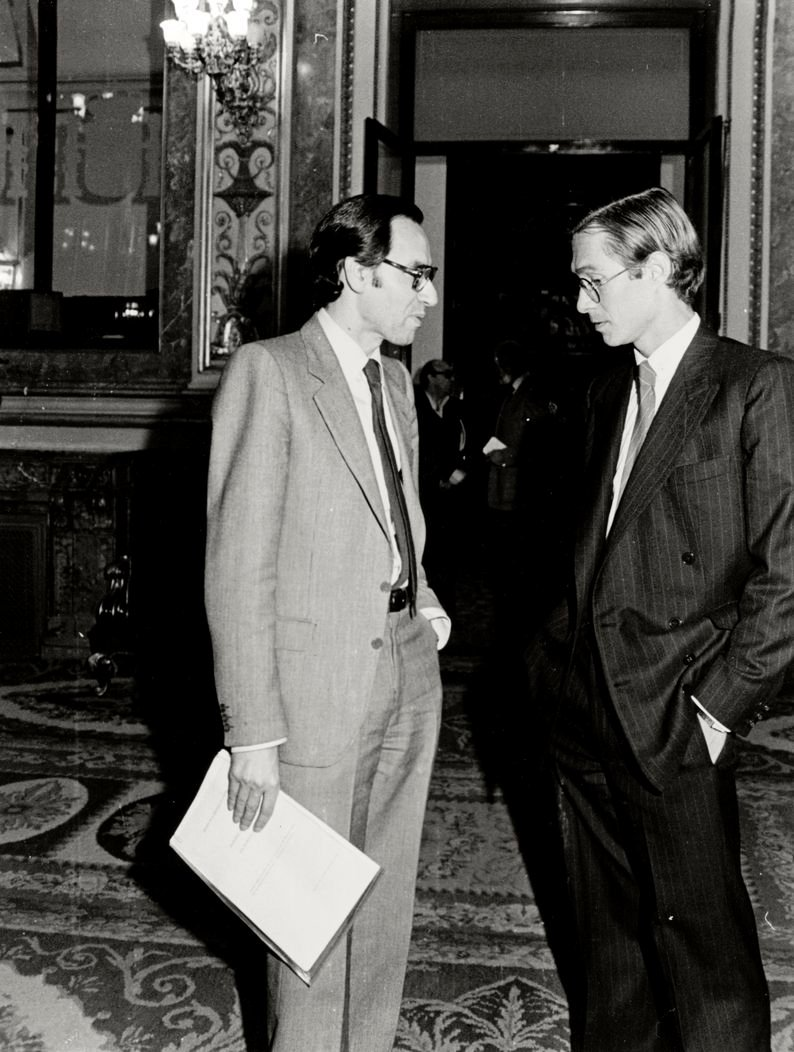
Guerra (a sinistra) mentre conversa con il segretario di Alleanza Popolare Jorge Verstrynge (1982)

Nato in una famiglia numerosa e di modeste condizioni, si laureò in Lettere e Filosofia per poi conseguire il titolo di Ingegnere tecnico industriale.
Giovane militante clandestino del Partito Socialista Operaio Spagnolo (PSOE), nel 1970 entrò nella sua Commissione esecutiva. 
In quel periodo la sua immagine personale era quella di un giovane magro e capellone, con il tipico aspetto dell'universitario progressista.
Fu segretario dell'Ufficio stampa dal 1975 e responsabile della organizzazione del XXVII Congresso, nel quale fu designato segretario organizzativo. In seguito divenne vicesegretario generale del Partito.
Fu eletto deputato nelle successive elezioni parlamentari dal 1977 e nominato vicepresidente del Governo socialista di Felipe González dal dicembre 1982 al gennaio 1991. Attualmente presiede la Fondazione "Pablo Iglesias" ed è presidente della Commissione Costituzionale del Congresso dei Deputati.
Il suo intervento nella redazione della Costituzione spagnola del 1978, insieme con Fernando Abril Martorell, fu fondamentale per il conseguimento della sua approvazione.
Nel 1982 il PSOE ottenne un'ampia maggioranza assoluta (202 deputati su un totale di 350 membri del Congresso) nelle elezioni generali. Tale vittoria si realizzò per vari fattori: la crisi interna del partito governativo di centro-destra, l'Unione del Centro Democratico, la cattiva congiuntura economica che aveva portato disoccupazione e malessere sociale, la buona organizzazione di Alfonso Guerra e la guida di Felipe Gonzáles del PSOE. Inoltre Guerra si caratterizzò per il sarcasmo e l'ironia che impiegava nelle manifestazioni pubbliche alle quali interveniva.
È presidente della Fondazione Pablo Iglesias e della Fondazione Sistema. Nel 2005 ha ricevuto il premio della Fondazione Abril Martorell per il suo “decisivo contributo al gran patto che rese possibile la Costituzione del 1978”. 
Dirige, tra le altre pubblicazioni, Temas, una rivista con periodicità mensile dedicata all'analisi e all'informazione di attualità.

## Pubblicazioni
Ha scritto due libri di memorie:
- Cuando el tiempo nos alcanza (Quando il tempo ci raggiunge). Memorie 1940-1982. Madrid, Espasa, 2005.
- Dejando atrás los vientos (Lasciando indietro il vento). Memorie 1982-1991. Madrid, Espasa, 2006.

E due libri di teoria politica:
- La democracia herida (La democrazia ferita). Madrid, Espasa, 1997.
- Diccionario de la Izquierda (Dizionario della Sinistra). Madrid, Planeta, 1998.